# Heterochelus ovamboensis
Heterochelus ovamboensis är en skalbaggsart som beskrevs av Kulzer 1960. Heterochelus ovamboensis ingår i släktet Heterochelus och familjen Melolonthidae. Inga underarter finns listade i Catalogue of Life.